# ヤングドライ
株式会社ヤングドライは、富山県を中心に直営店約200店舗、取次店契約による店舗を約600店舗展開している北陸最大手の規模を持つクリーニング業をおもな事業内容とする日本の会社である。
2003年7月には、ISO9001：2000年版ホームクリーニングで日本初認証所得している。
自社のトレードマークであるアヒルのキャラクターは、アヒルの『ヒル』とbe動詞の『ビー』を組み合わせた名称(一般公募から決定)の『ヒルビー』という愛称で親しまれている。

## 沿革
- 1929年4月 - 富山駅前に、旭屋クリーニング商会を創業。その後太平洋戦争により一時休業。
- 1946年4月 - 富山市常盤町で営業を再開。
- 1957年 - 奥田地区に工場を建設。
- 1966年12月 - 取次店の名称をあひるのマークのヤングドライとする。
- 1976年9月 - 法人化。
- 1981年4月 - 石川県進出、金沢支店を開設。
- 1989年4月 - 富山市窪新町(現：窪支店)に富山本社を新築。
- 2000年12月 - 福井県進出、福井北支店を開設。
- 2004年12月 - 愛知県進出、名古屋市に今池支店を開設。
- 2006年10月 - 現社長就任。
- 2010年12月 - ヤングクレアティーフを設立しハンガーの内製化を開始する。
- 2011年7月 - 大阪府進出、天王寺支店を開設。
- 2012年3月 - 滋賀県進出、彦根支店を開設。
- 2012年9月15日 - 福井県、武生支店を開設。
- 2012年10月26日 - 新潟県上越市へ進出。
- 2012年11月1日 - 愛知県、港支店を開設。
- 2014年3月 - 愛知県、緑支店を開設。
- 2014年3月 - 滋賀県、草津支店を開設。
- 2014年4月 - 物流センター（高岡トランクルーム）を高岡清水に開設。
- 2015年2月 - 有限会社ミツワクリーニング（三重県四日市市）と業務提携。
- 2015年3月 - 富山市呉羽(現本社所在地、野々上15)に社屋を新築し、本社機能を窪新町から移転。
- 2015年3月 - 物流センター（富山トランクルーム）を開設。
- 2016年4月 - 京都府進出、直営1号店（西友山科店）オープン。
- 2017年3月 - 富山西支店(富山市羽根町)開設、お渡しモバイルロッカー初設置。
- 2017年7月 - 津支店（三重県津市河原町)併設。
- 2021年8月 - 民事再生手続中の株式会社伊勢津ドライから全事業を譲受[1]。

| 昭和4年  | 4月 富山市桜町で「旭屋クリーニング商会」を創業 | |
| 昭和21年 | 4月 昭和20年8月の大空襲により一時休業の後、 富山市常盤町で営業再開 奥田支店開設 集配は自転車からトラックに替わり営業範囲も格段に広がっていきました | |
| 昭和36年 | 5月 栃谷義雄が代表取締役に就任 | 5月 栃谷義雄が代表取締役に就任 |
| 昭和41年 | 12月 取次店の名称を「あひるのマークのヤングドライ」とする 同時に市内18店舗の取次店営業開始 アイキャッチ・キャラクターにアヒルのマークを採用しました | |
| 昭和46年 | 11月 富山四ツ葉支店（富山市四ツ葉町）を開設 | 11月 富山四ツ葉支店（富山市四ツ葉町）を開設 |
| 昭和53年 | 5月 元・清水支店（現・ハンガープラント）を開設 | 5月 元・清水支店（現・ハンガープラント）を開設 |
| 昭和56年 | 4月 野々市支店（石川県野々市市本町）を開設 石川県内初進出。出店開始 | 4月 野々市支店（石川県野々市市本町）を開設 石川県内初進出。出店開始 |
| 昭和59年 | 3月 江尻支店（高岡市江尻）を開設 | 3月 江尻支店（高岡市江尻）を開設 |
| 昭和60年 | 3月 新潟県内初進出。出店開始 | 3月 新潟県内初進出。出店開始 |
| 昭和62年 | 1月 レンタルブティック「スカーレット」をショッピングセンターアピア（富山市稲荷元町）にて開設 7月 金沢本社（金沢市三池栄町）を開設 | 1月 レンタルブティック「スカーレット」をショッピングセンターアピア（富山市稲荷元町）にて開設 7月 金沢本社（金沢市三池栄町）を開設 |
| 平成元年 | 4月 元・富山本社（現・窪支店）を開設 | 4月 元・富山本社（現・窪支店）を開設 |
| 平成2年  | 11月 アヒルのキャラクター名を一般公募により「ヒルビー」に決定 | 11月 アヒルのキャラクター名を一般公募により「ヒルビー」に決定 |
| 平成4年  | 3月 フランス・プヤンヌ社と技術提携 平成元年に関東・関西の同業5社と「メルシーヌジャパン」を設立した ヤングドライは、パリの高級服専門のクリーニング社「プヤンヌ社」と技術提携。                                                                                      | |
| 平成5年  | 7月 第二回盛和塾・全国大会にて経営発表を行う | 7月 第二回盛和塾・全国大会にて経営発表を行う |
| 平成6年  | 2月 黒部支店（黒部市沓掛）を開設 | 2月 黒部支店（黒部市沓掛）を開設 |
| 平成7年  | 2月 金沢支店にてバーコード管理によるフルラインシステムを導入 9月 京セラ・アメーバ経営を導入 11月 ワイシャツ立体抗菌仕上げ商品化 | 2月 金沢支店にてバーコード管理によるフルラインシステムを導入 9月 京セラ・アメーバ経営を導入 11月 ワイシャツ立体抗菌仕上げ商品化 |
| 平成8年  | 3月 砺波支店（砺波市三島町）を開設 | 3月 砺波支店（砺波市三島町）を開設 |
| 平成11年 | 4月 リペアサービスを「ミスターミニット」の支援を受けてスタート 5月 小松支店（小松市幸町）を開設 | 4月 リペアサービスを「ミスターミニット」の支援を受けてスタート 5月 小松支店（小松市幸町）を開設 |
| 平成12年 | 7月 クロネコヤマトとシステム提携を調印 12月 福井北支店（福井市高木中央）を開設 | 7月 クロネコヤマトとシステム提携を調印 12月 福井北支店（福井市高木中央）を開設 |
| 平成13年 | 4月 富山南支店（富山市堀川小泉）を開設 本格的ドライブスルー店として営業 | |
| 平成14年 | 3月 保管サービスを全地域で開始 砺波支店を開設 9月 きもの館（射水市三ヶ）を開設 11月 クリーニング業界初衣類に光触媒加工を商品化 | |
| 平成15年 | 7月 石川・福井県両県においてISO9001・2000年版認証取得（クリーニング業界初） ホームクリーニング業界国内初の認証 | 7月 石川・福井県両県においてISO9001・2000年版認証取得（クリーニング業界初） ホームクリーニング業界国内初の認証 |
| 平成16年 | 2月 呉羽支店（富山市呉羽二ツ屋）テクニカルセンターを新設 9月 盛和塾・第9回稲盛経営者賞を受賞 12月 今池支店（名古屋市千種区）を開設 | 2月 呉羽支店（富山市呉羽二ツ屋）テクニカルセンターを新設 9月 盛和塾・第9回稲盛経営者賞を受賞 12月 今池支店（名古屋市千種区）を開設 |
| 平成17年 | 1月 靴クリーニングを呉羽テクニカルセンターに併設 3月 富山東支店（富山市古寺）を開設 7月 クロネコヤマトと提携し布団宅配の全国市場への展開 10月 エコ包装導入（一客梱包）金沢泉野支店で開始 11月 ヤングドライ経営理念手帳、全社員へ配布                               | 1月 靴クリーニングを呉羽テクニカルセンターに併設 3月 富山東支店（富山市古寺）を開設 7月 クロネコヤマトと提携し布団宅配の全国市場への展開 10月 エコ包装導入（一客梱包）金沢泉野支店で開始 11月 ヤングドライ経営理念手帳、全社員へ配布                               |
| 平成18年 | 5月 名古屋本社・中川支店（名古屋市中川区）を開設 布団宅配ECサイト Yahoo!（ヤフー）検索第1位 9月 マイバッグを会員様に無料進呈開始 10月 シロセット加工（折り目加工）・ふわふわ加工を商品化 11月 栃谷義隆が代表取締役に就任                                           | |
| 平成19年 | 2月 自動証明写真事業部開設 BCリーグ「富山サンダーバーズ」のオフィシャルパートナー契約 3月 大島支店（射水市北野）を開設 4月 滑川支店（滑川市柳原）を開設 着物宅配のインターネット受付開始 10月 bjリーグ「富山グラウジーズ」のオフィシャルユニフォームパートナー契約 | 2月 自動証明写真事業部開設 BCリーグ「富山サンダーバーズ」のオフィシャルパートナー契約 3月 大島支店（射水市北野）を開設 4月 滑川支店（滑川市柳原）を開設 着物宅配のインターネット受付開始 10月 bjリーグ「富山グラウジーズ」のオフィシャルユニフォームパートナー契約 |
| 平成20年 | 2月 金沢西支店（金沢市保古町）を開設 5月 清水支店（高岡市清水町）を移転新設 6月 富山県知事よりエコライフスタイル企業として表彰 7月 呉羽支店（富山市北二ツ屋）で布団工場を開設                                                                                      | 2月 金沢西支店（金沢市保古町）を開設 5月 清水支店（高岡市清水町）を移転新設 6月 富山県知事よりエコライフスタイル企業として表彰 7月 呉羽支店（富山市北二ツ屋）で布団工場を開設                                                                                      |
| 平成21年 | 1月 産学連携「きれいing加工」開発（北陸職業能力開発大学校･スギノマシン･エーエステー） 羽咋支店（石川県羽咋市）を開設 3月 大曽根支店（名古屋市北区）を開設 6月 北日本新聞に「わが半生の記」として連載紹介 7月 北國・富山新聞に「ふるさとからの挑戦」として連載紹介  | 1月 産学連携「きれいing加工」開発（北陸職業能力開発大学校･スギノマシン･エーエステー） 羽咋支店（石川県羽咋市）を開設 3月 大曽根支店（名古屋市北区）を開設 6月 北日本新聞に「わが半生の記」として連載紹介 7月 北國・富山新聞に「ふるさとからの挑戦」として連載紹介  |
| 平成22年 | 2月 インフルガード加工を商品化 3月 熱田支店（名古屋市熱田区）を開設 7月 産学連携「きれいing加工」特許（第4542601号）取得 | 2月 インフルガード加工を商品化 3月 熱田支店（名古屋市熱田区）を開設 7月 産学連携「きれいing加工」特許（第4542601号）取得 |
| 平成23年 | 1月 ヤングクレアティーフ（ハンガー工場）を開設 6月 天王寺支店（大阪市天王寺区）を開設 | |
| 平成24年 | 3月 彦根支店（彦根市外町）を開設 9月 武生支店（越前市小松）を開設 | 3月 彦根支店（彦根市外町）を開設 9月 武生支店（越前市小松）を開設 |
| 平成25年 | 4月 梅田支店（大阪市北区）を開設 7月 金沢支店（金沢市三池栄町）で布団工場を開設 8月 当時Ｊリーグプロサッカ－チーム「カターレ富山」のオフィシャルスポンサー契約 10月 アクアクララFC事業部（水の宅配）開設                                                           | 4月 梅田支店（大阪市北区）を開設 7月 金沢支店（金沢市三池栄町）で布団工場を開設 8月 当時Ｊリーグプロサッカ－チーム「カターレ富山」のオフィシャルスポンサー契約 10月 アクアクララFC事業部（水の宅配）開設                                                           |
| 平成26年 | 3月 株式会社カジタクと業務提携・運用開始 5月 ヤマギシクリーニング（滋賀県草津市）と経営統合 12月 とやまストップ温暖化アクト賞（知事賞）受賞 | 3月 株式会社カジタクと業務提携・運用開始 5月 ヤマギシクリーニング（滋賀県草津市）と経営統合 12月 とやまストップ温暖化アクト賞（知事賞）受賞 |
| 平成27年 | 3月 緑支店（名古屋市緑区）開設 3月 草津支店（草津市青池町）開設 4月 物流センター（高岡トランクルーム）を高岡清水に開設 | 3月 緑支店（名古屋市緑区）開設 3月 草津支店（草津市青池町）開設 4月 物流センター（高岡トランクルーム）を高岡清水に開設 |
| 平成28年 | 2月 有限会社ミツワクリーニング（三重県四日市市）と業務提携 3月 本社移転（富山市野々上） 物流センター（富山トランクルーム）を開設 プレミアム会員導入 10月 環境とやま県民会議 会長賞受賞                                                                             | 2月 有限会社ミツワクリーニング（三重県四日市市）と業務提携 3月 本社移転（富山市野々上） 物流センター（富山トランクルーム）を開設 プレミアム会員導入 10月 環境とやま県民会議 会長賞受賞                                                                             |
| 平成29年 | 1月 ウェットクリーニング工場に認定 4月 京都府に直営1号店（西友山科店）オープン 5月 日永カヨープラント工場（三重県四日市市）開設 | 1月 ウェットクリーニング工場に認定 4月 京都府に直営1号店（西友山科店）オープン 5月 日永カヨープラント工場（三重県四日市市）開設 |
| 平成30年 | 3月 「真空付布団宅配」サービス開始 3月 富山西支店(富山市羽根町)開設 お渡しモバイルロッカー初設置 4月 イオンネットスーパー業務提携 営業開始 7月 津支店（三重県津市河原町）開設 7月 富山南支店にてお預かりBOX初設置 11月 「スニーカークリーニング」サービス開始      | |
| 平成31年 | 4月 ネクストサポート四ツ葉支店（富山市四ツ葉町）開設 | 4月 ネクストサポート四ツ葉支店（富山市四ツ葉町）開設 |
| 令和2年  | 1月 （株）米若（三重県松阪市）クリーニング経営統合 3月 （有）ホワイト急便（石川県かほく市）経営統合 4月 新型コロナウィルスによる感染拡大防止に向けて地域行政支援（富山・石川県下実施）                                                                             | 1月 （株）米若（三重県松阪市）クリーニング経営統合 3月 （有）ホワイト急便（石川県かほく市）経営統合 4月 新型コロナウィルスによる感染拡大防止に向けて地域行政支援（富山・石川県下実施）                                                                             |
| 令和3年  | 1月 富山県内で集荷・集配サービス開始 3月 カバン・リュックサッククリーニングのサービス開始 8月 （株）伊勢津ドライ（大阪府校野市）経営統合 本社・交野支店・岸和田支店（大阪府）・東九条支店（奈良県）開設                                                            | |
| 令和7年  | 3月 栃谷 義将 代表取締役社長就任 栃谷 義隆 代表取締役会長就任 | |

## 事業内容
一般衣類のクリーニングのほか、布団・高級和服・靴など専門洗いも手掛けている。
また、衣類保管・布団や毛布の宅配サービス、衣類のリフォーム、リペア（靴直し）、刃とぎ、傘直し、DPEなど広く生活関連サービスを提供。
Bリーグに所属している「富山グラウジーズ」、日本海オセアンリーグに所属している「富山GRNサンダーバーズ」のスポンサーでもある。
2010年よりハンガーの内製化を開始。

また2012年より店頭でのハンガー回収を開始し、回収から再利用・再資源化のリサイクル活動を推進中。
伊勢津ドライから譲受した店舗は、ヤングドライへブランドを変更せずにイセヅドライのブランドのまま営業している。
2013年よりアクアクララ事業部を開設。アクアクララ北國として、石川県金沢市に本社を構え、北陸3県の富山県、石川県、福井県を中心にお水の宅配を行っている。2022年より富山県高岡市に製造工場（プラント）を開設。　

## 支店・営業所
富山県
- 富山地区：呉羽、窪、四ッ葉、富山南、富山東、富山西、滑川、黒部
- 高岡地区：小杉きもの館、大島、江尻、清水、砺波、清水ハンガー工場

その他の地域
- 石川県：金沢、小松、野々市、羽咋、泉野、金沢西
- 福井県：福井北、福井南、武生
- 新潟県：上越
- 愛知県：今池、中川、大曽根、熱田、港、緑
- 大阪府：天王寺、梅田
- 滋賀県：彦根、草津
- 三重県：津
- 京都府：西友山科